# Любомирська волость (Херсонський повіт)
Любомирська волость — адміністративно-територіальна одиниця Херсонського повіту Херсонської губернії.
Станом на 1886 рік складалася з 14 поселень, 14 сільських громад. Населення — 1968 осіб (989 чоловічої статі та 979 — жіночої), 391 дворове господарство.
|                     | Площа, десятин | У тому числі орної, дес. |
| ------------------- | -------------- | ------------------------ |
| Сільських громад    | 4017           | 2551                     |
| Приватної власності | 38318          | 4976                     |
| Казенної власності  | —              | —                        |
| Іншої власності     | 120            | 120                      |
| Загалом             | 42455          | 7647                     |

Найбільші поселення волості:
- Любомирка (Ксаверіївка) — село при річці Висунь за 65 верст від повітового міста, 462 особи, 96 дворів, православна церква, школа, 2 лавки. За 8 верст — трактир.
- Костомарова — село при річці Висунь, 221 особа, 42 двори, міст через річку Висунь.
- Любина (Ксаверіївка) — село при балці Веревченій, 171 особа, 33 двори, лавка.
- Семенівка — село при річці Висунь, 214 осіб, 38 дворів, лавка.